# Люи (Эн)
Люи́ (фр. Lhuis) — коммуна во Франции, находится в регионе Рона — Альпы. Департамент — Эн. Административный центр кантона Люи. Округ коммуны — Белле.
Код INSEE коммуны — 01216.

## География
Коммуна расположена приблизительно в 430 км к юго-востоку от Парижа, в 55 км восточнее Лиона, в 60 км к юго-востоку от Бурк-ан-Бреса.
На юго-западе коммуны протекает река Рона.

## Климат
Климат полуконтинентальный с холодной зимой и тёплым летом. Дожди бывают нечасто, в основном летом.

## Население
Население коммуны на 2010 год составляло 854 человека.
| 1962 | 1968 | 1975 | 1982 | 1990 | 1999 | 2010 |
| ---- | ---- | ---- | ---- | ---- | ---- | ---- |
| 570  | 597  | 592  | 640  | 587  | 721  | 854  |

## Администрация
| Период | Период | Фамилия      | Партия | Примечания |
| ------ | ------ | ------------ | ------ | ---------- |
| 1995   | 2008   | Жерар Деглиз |        |            |
| 2008   | 2020   | Симон Альбер |        |            |

## Экономика
В 2010 году среди 499 человек трудоспособного возраста (15—64 лет) 375 были экономически активными, 124 — неактивными (показатель активности — 75,2 %, в 1999 году было 75,6 %). Из 375 активных жителей работали 339 человек (178 мужчин и 161 женщина), безработных было 36 (18 мужчин и 18 женщин). Среди 124 неактивных 30 человек были учениками или студентами, 69 — пенсионерами, 25 были неактивными по другим причинам.

## Достопримечательности
- Успенская церковь (XII век). Исторический памятник с 1930 года[4]
- Руины замка XII века

## Фотогалерея
- Успенская церковь
- Пассажирский поезд в ущелье Рош-Галлю (открытка нач. XX века)
- Карта коммуны